# Кубок Лібертадорес 2022
Кубок Лібертадорес 2022 — 63-й розіграш головного клубного футбольного турніру Південноамериканської конфедерації футболу (КОНМЕБОЛ).
Переможець Кубка Лібертадорес 2022 зіграє з переможцем Південноамериканського кубку 2022, у Рекопа Південної Америки 2023. Також переможець Кубка Лібертадорес 2022 отримає автоматичну путівку до групового турніру Кубка Лібертадорес 2023.
14 травня 2020 року КОНМЕБОЛ оголосила кандидатів на проведення фінальних матчів клубних змагань 2021, 2022 та 2023 років. 13 травня 2021 року оголосили, що фінал сезону 2022 відбудеться на Монументаль Ісідро Ромеро Карбо, в еквадорському місті Гуаякіль.
25 листопада 2021 року КОНМЕБОЛ оголосила про скасування правила виїзного голу в усіх клубних змаганнях під їх егідою, включаючи Кубок Лібертадорес. Це правило використовувалося з 2005 року. Відповідно, якщо у двоматчевому протистоянні команди заб'ють однакову кількість м'ячів, то переможця буде визначено не за кількістю м'ячів, забитих на чужому полі, а за підсумками серії післяматчевих пенальті.
Бразильський Палмейрас захищав свій титул.

## Клуби
Наступні 47 клубів із 10 асоціацій-членів КОНМЕБОЛ кваліфікувалися до турніру:
- Володар Кубка Лібертадорес 2021
- Переможець Південноамериканського кубку 2021
- Бразилія: 7 клубів
- Аргентина: 6 клубів
- Решту асоціацій представлятиму по 4 клуби

Стартуватимуть клуби таким чином:
- Перший раунд — 6 клубів:
  - Клуби, котрі кваліфікувалися на 4-й позиції від Болівії, Венесуели, Еквадору, Парагваю, Перу, Уругваю
- Другий раунд — 13 клубів:
  - Клуби, котрі кваліфікувалися на 6—7 позиції від Бразилії
  - Клуб, котрий кваліфікувався на 6-й позиції від Аргентини
  - Клуби, котрі кваліфікувалися на 3—4 позиції від Колумбії та Чилі
  - Клуби, котрі кваліфікувалися на 3-й позиції від інших асоціацій
- Груповий турнір — 28 клубів:
  - Володар Кубка Лібертадорес 2021
  - Переможець Південноамериканського кубку 2021
  - Клуби, котрі кваліфікувалися на 1—5 позиції від Аргентини та Бразилії
  - Клуби, котрі кваліфікувалися на 1—2 позиції від решти асоціацій

| Асоціація                | Клуб (Позиція)                        | Стартують з     | Кваліфікувалися як                                     |
| ------------------------ | ------------------------------------- | --------------- | ------------------------------------------------------ |
| Аргентина · (6 клубів)   | Колон (Аргентина 1)                   | Груповий турнір | володар Кубка Професійної Ліги 2021                    |
| Аргентина · (6 клубів)   | Рівер Плейт (Аргентина 2)             | Груповий турнір | чемпіон Аргентини 2021                                 |
| Аргентина · (6 клубів)   | Бока Хуніорс (Аргентина 3)            | Груповий турнір | володар Кубка Аргентини 2019/2020                      |
| Аргентина · (6 клубів)   | Велес Сарсфілд (Аргентина 4)          | Груповий турнір | 2-е місце зведеної таблиці 2021                        |
| Аргентина · (6 клубів)   | Тальєрес (Аргентина 5)                | Груповий турнір | 3-є місце зведеної таблиці 2021                        |
| Аргентина · (6 клубів)   | Естудьянтес (Аргентина 6)             | Другий раунд    | 6-е місце зведеної таблиці 2021                        |
| Болівія · (4 клуби)      | Індепендьєнте Петролеро (Болівія 1)   | Груповий турнір | чемпіон Болівії 2021                                   |
| Болівія · (4 клуби)      | Олвейс Реді (Болівія 2)               | Груповий турнір | віцечемпіон Болівії 2021                               |
| Болівія · (4 клуби)      | Зе Стронгест (Болівія 3)              | Другий раунд    | 3-є місце чемпіонату Болівії 2021                      |
| Болівія · (4 клуби)      | Болівар (Болівія 4)                   | Перший раунд    | 4-ту місце чемпіонату Болівії 2021                     |
| Бразилія · (7 + 2 клуби) | Палмейрас (Бразилія 1, переможець)    | Груповий турнір | володар Кубка Лібертадорес 2021                        |
| Бразилія · (7 + 2 клуби) | Атлетіку Паранаенсі (Бразилія 2, ПАК) | Груповий турнір | переможець Південноамериканського кубку 2021           |
| Бразилія · (7 + 2 клуби) | Атлетіку Мінейру (Бразилія 3)         | Груповий турнір | чемпіон Бразилії 2021                                  |
| Бразилія · (7 + 2 клуби) | Фламенгу (Бразилія 4)                 | Груповий турнір | віцечемпіон Бразилії 2021                              |
| Бразилія · (7 + 2 клуби) | Форталеза (Бразилія 5)                | Груповий турнір | 4-те місце чемпіонату Бразилії 2021                    |
| Бразилія · (7 + 2 клуби) | Корінтіанс (Бразилія 6)               | Груповий турнір | 5-те місце чемпіонату Бразилії 2021                    |
| Бразилія · (7 + 2 клуби) | Ред Булл Брагантіно (Бразилія 7)      | Груповий турнір | 6-те місце чемпіонату Бразилії 2021                    |
| Бразилія · (7 + 2 клуби) | Флуміненсе (Бразилія 8)               | Другий раунд    | 7-е місце чемпіонату Бразилії 2021                     |
| Бразилія · (7 + 2 клуби) | Америка Мінейру (Бразилія 9)          | Другий раунд    | 8-е місце чемпіонату Бразилії 2021                     |
| Венесуела · (4 клуби)    | Депортіво Тачира (Венесуела 1)        | Груповий турнір | чемпіон Венесуели 2021                                 |
| Венесуела · (4 клуби)    | Каракас (Венесуела 2)                 | Груповий турнір | віцечемпіон Венесуели 2021                             |
| Венесуела · (4 клуби)    | Монагас (Венесуела 3)                 | Другий раунд    | 3-є місце чемпіонату Венесуели 2021                    |
| Венесуела · (4 клуби)    | Депортиво Лара (Венесуела 4)          | Перший раунд    | 4-те місце чемпіонату Венесуели                        |
| Еквадор · (4 клуби)      | Індепендьєнте (Еквадор 1)             | Груповий турнір | чемпіон Еквадору 2021                                  |
| Еквадор · (4 клуби)      | Емелек (Еквадор 2)                    | Груповий турнір | віцечемпіон Еквадору 2021                              |
| Еквадор · (4 клуби)      | Універсідад Католіка (Еквадор 3)      | Другий раунд    | третя із інших клуб у загальній таблиці сезону 2021    |
| Еквадор · (4 клуби)      | Барселона (Еквадор 4)                 | Перший раунд    | четверта із інших клуб у загальній таблиці сезону 2021 |
| Колумбія · (4 клуби)     | Депортес Толіма (Колумбія 1)          | Груповий турнір | чемпіон Апертури Колумбії 2021                         |
| Колумбія · (4 клуби)     | Депортіво Калі (Колумбія 2)           | Груповий турнір | чемпіон Фіналісасьйона Колумбії 2021                   |
| Колумбія · (4 клуби)     | Мільйонаріос (Колумбія 3)             | Другий раунд    | друге місце у загальній таблиці сезону 2021            |
| Колумбія · (4 клуби)     | Атлетіко Насьйональ (Колумбія 4)      | Другий раунд    | володар Кубка Колумбії 2021                            |
| Парагвай · (4 клуби)     | Серро Портеньйо (Парагвай 1)          | Груповий турнір | чемпіон Клаусури 2021                                  |
| Парагвай · (4 клуби)     | Лібертад (Парагвай 2)                 | Груповий турнір | чемпіон Апертури 2021                                  |
| Парагвай · (4 клуби)     | Гуарані (Парагвай 3)                  | Другий раунд    | 3-є місце зведеної таблиці 2021                        |
| Парагвай · (4 клуби)     | Олімпія (Парагвай 4)                  | Перший раунд    | 4-те місце зведеної таблиці 2021                       |
| Перу · (4 клуби)         | Альянса Ліма (Перу 1)                 | Груповий турнір | чемпіон Перу 2021                                      |
| Перу · (4 клуби)         | Спортінг Крісталl (Перу 2)            | Груповий турнір | віцечемпіон Перу 2021                                  |
| Перу · (4 клуби)         | Універсітаріо де Депортес (Перу 3)    | Другий раунд    | 3-є місце зведеної таблиці 2021                        |
| Перу · (4 клуби)         | Універсідад Сесар Вальєхо (Перу 4)    | Перший раунд    | 4-е місце зведеної таблиці 2021                        |
| Уругвай · (4 клуби)      | Пеньяроль (Уругвай 1)                 | Груповий турнір | чемпіон Уругваю 2021                                   |
| Уругвай · (4 клуби)      | Насьйональ (Уругвай 2)                | Груповий турнір | віцечемпіон Уругваю 2021                               |
| Уругвай · (4 клуби)      | Пласа Колонія (Уругвай 3)             | Другий раунд    | 3-є місце зведеної таблиці 2021                        |
| Уругвай · (4 клуби)      | Монтевідео Сіті Торке (Уругвай 4)     | Перший раунд    | 4-е місце зведеної таблиці 2021                        |
| Чилі · (4 клуби)         | Універсідад Католіка (Чилі 1)         | Груповий турнір | чемпіон Чилі 2021                                      |
| Чилі · (4 клуби)         | Коло-Коло (Чилі 2)                    | Груповий турнір | віцечемпіон Чилі 2021                                  |
| Чилі · (4 клуби)         | Аудакс Італьяно (Чилі 3)              | Другий раунд    | 3-є місце чемпіонату Чилі 2021                         |
| Чилі · (4 клуби)         | Евертон (Чилі 4)                      | Другий раунд    | володар Кубка Чилі 2021                                |

## Розклад
Запланований наступний розклад змагань:
| Раунд           | Жеребкування    | Перший матч | Матч-відповідь |
| --------------- | --------------- | --- | --- |
| Перший раунд    | 20 грудня 2021  | 8–9 лютого 2022 | 15–16 лютого 2022 |
| Другий раунд    | 20 грудня 2021  | 22–24 лютого 2022 | 1–3 березня 2022 |
| Третій раунд    | 20 грудня 2021  | 8–10 березня 2022 | 15–17 березня 2022 |
| Груповий турнір | 23 березня 2022 | - 1 тур: 5–7 квітня 2022 - 2 тур: 12–14 квітня 2022 - 3 тур: 26–28 квітня 2022 - 4 тур: 3–5 травня 2022 - 5 тур: 17–19 травня 2022 - 6 тур: 24–26 травня 2022 | - 1 тур: 5–7 квітня 2022 - 2 тур: 12–14 квітня 2022 - 3 тур: 26–28 квітня 2022 - 4 тур: 3–5 травня 2022 - 5 тур: 17–19 травня 2022 - 6 тур: 24–26 травня 2022 |
| 1/8 фіналу      | 1 червня 2022   | 28–30 червня 2022 | 5–7 липня 2022 |
| 1/4 фіналу      | 1 червня 2022   | 2–4 серпня 2022 | 9–11 серпня 2022 |
| 1/2 фіналу      | 1 червня 2022   | 30 серпня — 1 вересня 2022 | 6–8 вересня 2022 |
| Фінал           | 1 червня 2022   | 29 жовтня 2022 на Монументаль Ісідро Ромеро Карбо в Гуаякіль                                                                                                  | 29 жовтня 2022 на Монументаль Ісідро Ромеро Карбо в Гуаякіль                                                                                                  |

## Жеребкування
Жеребкування кваліфікаційних раундів відбулося 20 грудня 2021 року в штаб-квартирі КОНМЕБОЛ в парагвайському місті Луке.
Клуби було посіяно відповідно до рейтингу КОНМЕБОЛ станом на 16 грудня 2021 року з урахуванням таких трьох факторів:

- 1. Результати останніх 10 сезонів з урахуванням Кубка Лібертадорес та Південноамериканського кубка 2012—2021;
- 2. Історичних коефіцієнтів з урахуванням результатів Кубка Лібертадорес та Південноамериканського кубка 1960—2011 та 2002—2011 відповідно;
- 3. Бонусних балів, котрі нараховуються чемпіонат внутрішніх Ліг за останні 10 сезонів.

У Першому раунді шість клубів розділили на два кошики. Сіяні клуби будуть грати матчі-відповіді вдома.

### Жеребкування Першого раунду
| Сіяні          | Несіяні                         |
| -------------- | ------------------------------- |
| Олімпія (14)   | Депортиво Лара (75)             |
| Барселона (18) | Монтевідео Сіті Торке (99)      |
| Болівар (31)   | Універсідад Сесар Вальєхо (141) |

16 учасників Другого раунду було розбито на два кошики, сіяні грають матчі-відповіді вдома. Клуби, котрі представляють одну конференцію не можуть зіграти між собою, за винятком переможців Першого раунду, оскільки на день жеребкування переможці пар невідомі.

### Кошики Другого раунду
| Сіяні                          | Несіяні                        |
| ------------------------------ | ------------------------------ |
| Атлетіко Насьйональ (9)        | Аудакс Італьяно (152)          |
| Флуміненсе (30)                | Евертон (165)                  |
| Естудьянтес (34)               | Пласа Колонія (205)            |
| Гуарані (38)                   | Америка Мінейру (без рейтингу) |
| Зе Стронгест (40)              | Мільйонаріос (52)              |
| Універсітаріо де Депортес (43) | Переможець Першого раунду      |
| Універсідад Католіка (120)     | Переможець Першого раунду      |
| Монагас (133)                  | Переможець Першого раунду      |

У Третьому раунді зіграють вісім переможців Другого раунду. Жеребкування не проводилося. Команда з вищим рейтингом зіграє матч-відповідь вдома. Пари матимуть наступний вигляд:
- Переможець Другого раунду 1 — Переможець Другого раунду 8
- Переможець Другого раунду 2 — Переможець Другого раунду 7
- Переможець Другого раунду 3 — Переможець Другого раунду 6
- Переможець Другого раунду 4 — Переможець Другого раунду 5

Жеребкування Групового турніру відбудеться 23 березня 2022 року. Як і кваліфікаційному раунді для посіву буде використовуватися рейтинг від 16 грудня 2021 року, і ті ж самі три фактори. Ну Груповому етапі гратимуть 32 клуби, котрі будуть розбиті на вісім груп (А — Н) по 4 клуби в кожній.

## Кваліфікаційний раунд
У кваліфікаційних раундах кожен етап буде складатися з двох матчів вдома і на виїзді. У випадку нічиєї за сумою двох матчів овертайм гратися не буде, а одразу пробиватимуться післяматчеві пенальті.
Структура кваліфікаційних раундів наступна:
- Перший раунд (6 клубів): троє переможців Першого раунду кваліфікуються до Другого.
- Другий раунд (13 клубів): вісім переможців Другого раунду кваліфікуються до Третього.
- Третій раунд (8 клубів): чотири переможці кваліфікуються до Групового турніру, невдахи будуть грати в груповому турнірі Південноамериканського кубку.

### Перший раунд
| Команда 1                 | Заг.           | Команда 2 | 1-й матч | 2-й матч |
| ------------------------- | -------------- | --------- | -------- | -------- |
| Монтевідео Сіті Торке     | 1–1 (пен. 7–8) | Барселона | 1–1      | 0–0      |
| Депортиво Лара            | 2–7            | Болівар   | 2–3      | 0–4      |
| Універсідад Сесар Вальєхо | 0–3            | Олімпія   | 0–1      | 0–2      |

| 8 лютого 2022 21:30 (UTC−3) |

| Монтевідео Сіті Торке | 1–1      | Барселона      |
| --------------------- | -------- | -------------- |
| - Себальос 64'        | Протокол | - Мастріані 7' |

| Естадіо Сентенаріо, Монтевідео Глядачів: 2 000 Арбітр: Даріо Еррера (Аргентина) |

| 15 лютого 2022 19:30 (UTC−5) |

| Барселона                                                                                    | 0–0      | Монтевідео Сіті Торке                                                     |
| -------------------------------------------------------------------------------------------- | -------- | ------------------------------------------------------------------------- |
|                                                                                              | Протокол |                                                                           |
|                                                                                              | Пенальті |                                                                           |
| - Гаркес - Перласа - Б. Кастільйо - Мартінес - Піньятарес - Пресіадо - Е. Кастільйо - Леонай | 8–7      | - Чейас - Пенья - Арісменді - Сірі - Альєнде - Моралес - Гусман - Чокобар |

| Монументаль Ісідро Ромеро Карбо, Гуаякіль Арбітр: Андерсон Даронко (Бразилія) |

| 9 лютого 2022 18:15 (UTC−4) |

| Депортиво Лара            | 2–3      | Болівар                     |
| ------------------------- | -------- | --------------------------- |
| - Кірінос 2' - Мелеан 28' | Протокол | - Савіо 21' - Чіко 34', 39' |

| Агустін Товар, Баринас Арбітр: Ебер Акіно (Парагвай) |

| 16 лютого 2022 18:15 (UTC−4) |

| Болівар                                              | 4–0      | Депортиво Лара |
| ---------------------------------------------------- | -------- | -------------- |
| - Сагредо 37' - Савіо 68' - Гітіан 76' - Міранда 82' | Протокол |                |

| Стадіон імені Ернандо Сілеса, Ла-Пас Арбітр: Вілтон Сампайо (Бразилія) |

| 9 лютого 2022 19:30 (UTC−5) |

| Універсідад Сесар Вальєхо | 0–1      | Олімпія        |
| ------------------------- | -------- | -------------- |
|                           | Протокол | - Рекальде 29' |

| Національний стадіон, Ліма Арбітр: Хесус Валенсуела (Венесуела) |

| 16 лютого 2022 21:30 (UTC−3) |

| Олімпія                   | 2–0      | Універсідад Сесар Вальєхо |
| ------------------------- | -------- | ------------------------- |
| - Пайва 34' - Кардосо 83' | Протокол |                           |

| Дефенсорес дель Чако, Асунсьйон Арбітр: Факундо Тельйо (Аргентина) |

### Другий раунд
| Команда 1       | Заг.           | Команда 2            | 1-й матч | 2-й матч |
| --------------- | -------------- | -------------------- | -------- | -------- |
| Мільйонаріос    | 1–4            | Флуміненсе           | 1–2      | 0–2      |
| Аудакс Італьяно | 1–2            | Естудьянтес          | 1–0      | 0–2      |
| Болівар         | 1–3            | Універсідад Католіка | 1–1      | 0–2      |
| Америка Мінейру | 3–3 (пен. 5–4) | Гуарані              | 0–1      | 3–2      |
| Барселона       | 3–0            | Універсітаріо        | 2–0      | 1–0      |
| Пласа Колонія   | 2–3            | Зе Стронгест         | 2–0      | 0–3      |
| Евертон         | 3–1            | Монагас              | 3–0      | 0–1      |
| Олімпія         | 4–2            | Атлетіко Насьйональ  | 3–1      | 1–1      |

| 22 лютого 2022 19:30 (UTC−5) |

| Мільйонаріос | 1–2      | Флуміненсе            |
| ------------ | -------- | --------------------- |
| - Соса 7'    | Протокол | - Браз 43' - Кано 77' |

| Ель Кампін, Богота Арбітр: Даріо Еррера (Аргентина) |

| 1 березня 2022 21:30 (UTC−3) |

| Флуміненсе                | 2–0      | Мільйонаріос |
| ------------------------- | -------- | ------------ |
| - Вілліан 61' - Аріас 73' | Протокол |              |

| Сан-Жаунаріо, Ріо-де-Жанейро Арбітр: Фернандо Рапалліні (Аргентина) |

| 23 лютого 2022 21:30 (UTC−3) |

| Аудакс Італьяно | 1–0      | Естудьянтес |
| --------------- | -------- | ----------- |
| - Енріекс 6'    | Протокол |             |

| Ель-Теньєнте, Ранкагуа Арбітр: Крістіан Феррейра (Уругвай) |

| 2 березня 2022 21:30 (UTC−3) |

| Естудьянтес               | 2–0      | Аудакс Італьяно |
| ------------------------- | -------- | --------------- |
| - Рохель 45+1' - Діас 84' | Протокол |                 |

| Хорхе Луїса Хірші, Ла-Плата Арбітр: Вілтон Сампайо (Бразилія) |

| 23 лютого 2022 18:15 (UTC−3) |

| Болівар   | 1–1      | Універсідад Католіка |
| --------- | -------- | -------------------- |
| - Чіко 8' | Протокол | - Діас 11'           |

| Стадіон імені Ернандо Сілеса, Ла-Пас Арбітр: П'єро Маза (Чилі) |

| 2 березня 2022 17:15 (UTC−5) |

| Універсідад Католіка    | 2–0      | Болівар |
| ----------------------- | -------- | ------- |
| - Замора 10' - Діас 35' | Протокол |         |

| Олімпійський, Кіто Арбітр: Рафаель Клаус (Бразилія) |

| 23 лютого 2022 19:15 (UTC−3) |

| Америка Мінейру | 0–1      | Гуарані        |
| --------------- | -------- | -------------- |
|                 | Протокол | - Колман 90+1' |

| Індепенденсія, Белу-Оризонті Арбітр: Вільмар Ролдан (Колумбія) |

| 2 березня 2022 19:15 (UTC−3) |

| Гуарані                                                                  | 2–3      | Америка Мінейру                                                          |
| ------------------------------------------------------------------------ | -------- | ------------------------------------------------------------------------ |
| - Ф. Фернандес 13' (пен.) - Касерес 15'                                  | Протокол | - Пауліста 59', 74' - Васкес 90+2' (аг)                                  |
|                                                                          | Пенальті |                                                                          |
| - Аяла - Ортіс - А. Бенітес - Барейро - Васкес - Феррейра - Р. Фернандес | 4–5      | - Пауліста - Майдана - Алмейда - Рамірес - Родольфо - Патрік - Еверальдо |

| Дефенсорес дель Чако, Асунсьйон Арбітр: Факундо Тельйо (Аргентина) |

| 23 лютого 2022 21:30 (UTC−3) |

| Барселона                       | 2–0      | Універсітаріо |
| ------------------------------- | -------- | ------------- |
| - Е. Кастільйо 60' - Гаркес 80' | Протокол |               |

| Монументаль Ісідро Ромеро Карбо, Гуаякіль Арбітр: Хосе Арготе (Венесуела) |

| 2 березня 2022 19:30 (UTC−5) |

| Універсітаріо | 0–1      | Барселона      |
| ------------- | -------- | -------------- |
|               | Протокол | - Мартінес 66' |

| Національний, Ліма Арбітр: Андрес Матонте (Уругвай) |

| 22 лютого 2022 21:30 (UTC−3) |

| Пласа Колонія     | 2–0      | Зе Стронгест |
| ----------------- | -------- | ------------ |
| - Массія 19', 39' | Протокол |              |

| Естадіо Сентенаріо, Монтевідео Арбітр: Бруно Арлеу (Бразилія) |

| 1 березня 2022 20:30 (UTC−4) |

| Зе Стронгест                 | 3–0      | Пласа Колонія |
| ---------------------------- | -------- | ------------- |
| - Амараль 2' - Прост 6', 59' | Протокол |               |

| Стадіон імені Ернандо Сілеса, Ла-Пас Арбітр: Джон Оспіна (Колумбія) |

| 22 лютого 2022 19:15 (UTC−3) |

| Евертон                        | 3–0      | Монагас |
| ------------------------------ | -------- | ------- |
| - Ді Йоріо 17', 52' - Соса 25' | Протокол |         |

| Саусаліто, Вінья-дель-Мар Арбітр: Іво Мендес (Болівія) |

| 1 березня 2022 18:15 (UTC−4) |

| Монагас           | 1–0      | Евертон |
| ----------------- | -------- | ------- |
| - О. Гонсалес 46' | Протокол |         |

| Монументаль де Матурін, Матурин Арбітр: Гері Варгас (Болівія) |

| 24 лютого 2022 21:30 (UTC−3) |

| Олімпія                          | 3–1      | Атлетіко Насьйональ |
| -------------------------------- | -------- | ------------------- |
| - Сільва 7' - Кардосо 81', 90+2' | Протокол | - Баррера 46'       |

| Дефенсорес дель Чако, Асунсьйон Арбітр: Нестор Пітана (Аргентина) |

| 3 березня 2022 19:30 (UTC−5) |

| Атлетіко Насьйональ | 1–1      | Олімпія        |
| ------------------- | -------- | -------------- |
| - Андраде 46'       | Протокол | - Сальседо 57' |

| Атанасіо Хірардот, Медельїн Арбітр: Патрісіо Лоустау (Аргентина) |

### Третій раунд
| Команда 1            | Заг.           | Команда 2    | 1-й матч | 2-й матч |
| -------------------- | -------------- | ------------ | -------- | -------- |
| Флуміненсе           | 3–3 (пен. 1–4) | Олімпія      | 3–1      | 0–2      |
| Евертон              | 0–2            | Естудьянтес  | 0–1      | 0–1      |
| Універсідад Католіка | 1–2            | Зе Стронгест | 0–0      | 1–2      |
| Америка Мінейру      | 0–0 (пен. 5–4) | Барселона    | 0–0      | 0–0      |

| 9 березня 2022 21:30 (UTC−3) |

| Флуміненсе                        | 3–1      | Олімпія           |
| --------------------------------- | -------- | ----------------- |
| - Кано 11', 68' - Луїс Енріке 47' | Протокол | - Д. Гонсалес 16' |

| Олімпійський стадіон Нілтона Сантоса, Ріо-де-Жанейро Арбітр: Факундо Тельйо (Аргентина) |

| 16 березня 2022 21:30 (UTC−3) |

| Олімпія                                  | 2–0      | Флуміненсе                      |
| ---------------------------------------- | -------- | ------------------------------- |
| - Рекальде 36' - Пайва 89'               | Протокол |                                 |
|                                          | Пенальті |                                 |
| - Кінтана - Камачо - Ортіс - Д. Гонсалес | 4–1      | - Вілліан - Феліпе Мело - Андре |

| Дефенсорес дель Чако, Асунсьйон Арбітр: Роберто Тобар (Чилі) |

| 9 березня 2022 19:15 (UTC−3) |

| Евертон | 0–1      | Естудьянтес      |
| ------- | -------- | ---------------- |
|         | Протокол | - Пеллегріні 79' |

| Саусаліто, Вінья-дель-Мар Арбітр: Бруно Арлеу (Бразилія) |

| 16 березня 2022 19:15 (UTC−3) |

| Естудьянтес  | 1–0      | Евертон |
| ------------ | -------- | ------- |
| - Рохель 33' | Протокол |         |

| Хорхе Луїса Хірші, Ла-Плата Арбітр: Хесус Валенсуела (Венесуела) |

| 10 березня 2022 19:30 (UTC−5) |

| Універсідад Католіка | 0–0      | Зе Стронгест |
| -------------------- | -------- | ------------ |
|                      | Протокол |              |

| Олімпійський, Кіто Арбітр: Андрес Матонте (Уругвай) |

| 17 березня 2022 20:30 (UTC−4) |

| Зе Стронгест                | 2–1      | Універсідад Католіка |
| --------------------------- | -------- | -------------------- |
| - Тріверіо 2' - Амараль 84' | Протокол | - Діас 7'            |

| Стадіон імені Ернандо Сілеса, Ла-Пас Арбітр: Вілтон Сампайо (Бразилія) |

| 8 березня 2022 21:30 (UTC−3) |

| Америка Мінейру | 0–0      | Барселона |
| --------------- | -------- | --------- |
|                 | Протокол |           |

| Індепенденсія, Белу-Оризонті Арбітр: Даріо Еррера (Аргентина) |

| 15 березня 2022 19:30 (UTC−5) |

| Барселона                                                 | 0–0      | Америка Мінейру                                            |
| --------------------------------------------------------- | -------- | ---------------------------------------------------------- |
|                                                           | Протокол |                                                            |
|                                                           | Пенальті |                                                            |
| - Піньятарес - Б. Кастільйо - Мартінес - Кіньйонес - Діас | 4–5      | - Пауліста - Майдана - Феліпе Азеведо - Рамірес - Жуніньйо |

| Монументаль Ісідро Ромеро Карбо, Гуаякіль Арбітр: Патрісіо Лоустау (Аргентина) |

## Груповий турнір
32 клуби візьмуть участь у Груповому турнірі. Посів кошиків відповідно до рейтингу від 16 грудня 2021 року.

### Група A
| Поз | Команда                 | І | В | Н | П | ГЗ | ГП | РГ  | О  | Кваліфікація                |  | ПАЛ | ЕМЕ | ДЕТ | ІПЕ |
| --- | ----------------------- | - | - | - | - | -- | -- | --- | -- | --------------------------- |  | --- | --- | --- | --- |
| 1   | Палмейрас               | 6 | 6 | 0 | 0 | 25 | 3  | +22 | 18 | Проходять до 1/8 фіналу     |  | —   | 1:0 | 4:1 | 8:1 |
| 2   | Емелек                  | 6 | 2 | 2 | 2 | 14 | 7  | +7  | 8  | Проходять до 1/8 фіналу     |  | 1:3 | —   | 1:1 | 7:0 |
| 3   | Депортіво Тачира        | 6 | 2 | 1 | 3 | 8  | 14 | −6  | 7  | Південноамериканський кубок |  | 0:4 | 1:4 | —   | 3:0 |
| 4   | Індепендьєнте Петролеро | 6 | 0 | 1 | 5 | 3  | 26 | −23 | 1  |                             |  | 0:5 | 1:1 | 1:2 | —   |

### Група B
| Поз | Команда             | І | В | Н | П | ГЗ | ГП | РГ | О  | Кваліфікація                |  | ЛІБ | АТП | СТР | КАР |
| --- | ------------------- | - | - | - | - | -- | -- | -- | -- | --------------------------- |  | --- | --- | --- | --- |
| 1   | Лібертад            | 6 | 3 | 1 | 2 | 8  | 6  | +2 | 10 | Проходять до 1/8 фіналу     |  | —   | 1:0 | 4:1 | 2:1 |
| 2   | Атлетіку Паранаенсі | 6 | 3 | 1 | 2 | 8  | 7  | +1 | 10 | Проходять до 1/8 фіналу     |  | 2:0 | —   | 1:0 | 5:1 |
| 3   | Зе Стронгест        | 6 | 1 | 3 | 2 | 8  | 7  | +1 | 6  | Південноамериканський кубок |  | 1:1 | 5:0 | —   | 1:1 |
| 4   | Каракас             | 6 | 1 | 3 | 2 | 4  | 8  | −4 | 6  |                             |  | 1:0 | 0:0 | 0:0 | —   |

### Група C
| Поз | Команда             | І | В | Н | П | ГЗ | ГП | РГ | О  | Кваліфікація                |  | ЕСТ | ВЕС | НАС | РББ |
| --- | ------------------- | - | - | - | - | -- | -- | -- | -- | --------------------------- |  | --- | --- | --- | --- |
| 1   | Естудьянтес         | 6 | 4 | 1 | 1 | 8  | 5  | +3 | 13 | Проходять до 1/8 фіналу     |  | —   | 4:1 | 1:0 | 2:0 |
| 2   | Велес Сарсфілд      | 6 | 2 | 2 | 2 | 12 | 11 | +1 | 8  | Проходять до 1/8 фіналу     |  | 4:0 | —   | 1:2 | 2:2 |
| 3   | Насьйональ          | 6 | 2 | 1 | 3 | 7  | 7  | 0  | 7  | Південноамериканський кубок |  | 0:0 | 2:3 | —   | 3:0 |
| 4   | Ред Булл Брагантіно | 6 | 1 | 2 | 3 | 5  | 9  | −4 | 5  |                             |  | 0:1 | 1:1 | 2:0 | —   |

### Група D
| Поз | Команда          | І | В | Н | П | ГЗ | ГП | РГ | О  | Кваліфікація                |  | АТМ | ДТО | ІДВ | АММ |
| --- | ---------------- | - | - | - | - | -- | -- | -- | -- | --------------------------- |  | --- | --- | --- | --- |
| 1   | Атлетіку Мінейру | 6 | 3 | 2 | 1 | 10 | 6  | +4 | 11 | Проходять до 1/8 фіналу     |  | —   | 1:2 | 3:1 | 1:1 |
| 2   | Депортес Толіма  | 6 | 3 | 2 | 1 | 10 | 9  | +1 | 11 | Проходять до 1/8 фіналу     |  | 0:2 | —   | 1:0 | 2:2 |
| 3   | Індепендьєнте    | 6 | 2 | 2 | 2 | 9  | 7  | +2 | 8  | Південноамериканський кубок |  | 1:1 | 2:2 | —   | 3:0 |
| 4   | Америка Мінейру  | 6 | 0 | 2 | 4 | 6  | 13 | −7 | 2  |                             |  | 1:2 | 2:3 | 0:2 | —   |

### Група E
| Поз | Команда        | І | В | Н | П | ГЗ | ГП | РГ | О  | Кваліфікація                |  | БКХ | КОР | ДЕК | ОЛР |
| --- | -------------- | - | - | - | - | -- | -- | -- | -- | --------------------------- |  | --- | --- | --- | --- |
| 1   | Бока Хуніорс   | 6 | 3 | 1 | 2 | 5  | 5  | 0  | 10 | Проходять до 1/8 фіналу     |  | —   | 1:1 | 1:0 | 2:0 |
| 2   | Корінтіанс     | 6 | 2 | 3 | 1 | 5  | 4  | +1 | 9  | Проходять до 1/8 фіналу     |  | 2:0 | —   | 1:0 | 1:1 |
| 3   | Депортіво Калі | 6 | 2 | 2 | 2 | 7  | 4  | +3 | 8  | Південноамериканський кубок |  | 2:0 | 0:0 | —   | 3:0 |
| 4   | Олвейс Реді    | 6 | 1 | 2 | 3 | 5  | 9  | −4 | 5  |                             |  | 0:1 | 2:0 | 2:2 | —   |

### Група F
| Поз | Команда      | І | В | Н | П | ГЗ | ГП | РГ  | О  | Кваліфікація                |  | РПЛ | ФОР | КОК | АЛЛ |
| --- | ------------ | - | - | - | - | -- | -- | --- | -- | --------------------------- |  | --- | --- | --- | --- |
| 1   | Рівер Плейт  | 6 | 5 | 1 | 0 | 18 | 3  | +15 | 16 | Проходять до 1/8 фіналу     |  | —   | 2:0 | 4:0 | 8:1 |
| 2   | Форталеза    | 6 | 3 | 1 | 2 | 10 | 9  | +1  | 10 | Проходять до 1/8 фіналу     |  | 1:1 | —   | 1:2 | 2:1 |
| 3   | Коло-Коло    | 6 | 2 | 1 | 3 | 9  | 13 | −4  | 7  | Південноамериканський кубок |  | 1:2 | 3:4 | —   | 2:1 |
| 4   | Альянса Ліма | 6 | 0 | 1 | 5 | 4  | 16 | −12 | 1  |                             |  | 0:1 | 0:2 | 1:1 | —   |

### Група G
| Поз | Команда         | І | В | Н | П | ГЗ | ГП | РГ | О  | Кваліфікація                |  | КОЛ | СЕП | ОЛІ | ПНР |
| --- | --------------- | - | - | - | - | -- | -- | -- | -- | --------------------------- |  | --- | --- | --- | --- |
| 1   | Колон           | 6 | 3 | 1 | 2 | 8  | 8  | 0  | 10 | Проходять до 1/8 фіналу     |  | —   | 2:1 | 2:1 | 2:1 |
| 2   | Серро Портеньйо | 6 | 2 | 2 | 2 | 5  | 4  | +1 | 8  | Проходять до 1/8 фіналу     |  | 3:1 | —   | 0:1 | 1:0 |
| 3   | Олімпія         | 6 | 2 | 2 | 2 | 4  | 4  | 0  | 8  | Південноамериканський кубок |  | 0:0 | 0:0 | —   | 1:0 |
| 4   | Пеньяроль       | 6 | 2 | 1 | 3 | 5  | 6  | −1 | 7  |                             |  | 2:1 | 0:0 | 2:1 | —   |

### Група H
| Поз | Команда              | І | В | Н | П | ГЗ | ГП | РГ | О  | Кваліфікація                |  | ФЛА | ТАЛ | УНК | СПК |
| --- | -------------------- | - | - | - | - | -- | -- | -- | -- | --------------------------- |  | --- | --- | --- | --- |
| 1   | Фламенгу             | 6 | 5 | 1 | 0 | 15 | 6  | +9 | 16 | Проходять до 1/8 фіналу     |  | —   | 3:1 | 3:0 | 2:1 |
| 2   | Тальєрес             | 6 | 3 | 2 | 1 | 6  | 5  | +1 | 11 | Проходять до 1/8 фіналу     |  | 2:2 | —   | 1:0 | 1:0 |
| 3   | Універсідад Католіка | 6 | 1 | 1 | 4 | 5  | 10 | −5 | 4  | Південноамериканський кубок |  | 2:3 | 0:1 | —   | 2:1 |
| 4   | Спортінг Крістал     | 6 | 0 | 2 | 4 | 3  | 8  | −5 | 2  |                             |  | 0:2 | 0:0 | 1:1 | —   |

## Плей-оф

### 1/8 фіналу
| Команда 1              | Заг.           | Команда 2        | 1-й матч | 2-й матч |
| ---------------------- | -------------- | ---------------- | -------- | -------- |
| 29 червня/6 липня 2022 |                |                  |          |          |
| Емелек                 | 1:2            | Атлетіку Мінейру | 1:1      | 0:1      |
| Корінтіанс             | 0:0 (пен. 6:5) | Бока Хуніорс     | 0:0      | 0:0      |
| Атлетіку Паранаенсі    | 3:2            | Лібертад         | 2:1      | 1:1      |
| 30 червня/7 липня 2022 |                |                  |          |          |
| Серро Портеньйо        | 0:8            | Палмейрас        | 0:3      | 0:5      |
| Тальєрес               | 3:1            | Колон            | 1:1      | 2:0      |
| Депортес Толіма        | 1:8            | Фламенгу         | 0:1      | 1:7      |
| Велес Сарсфілд         | 1:0            | Рівер Плейт      | 1:0      | 0:0      |
| 1/8 липня 2022         |                |                  |          |          |
| Форталеза              | 1:4            | Естудьянтес      | 1:1      | 0:3      |

### 1/4 фіналу
| Команда 1                   | Заг. | Команда 2   | 1-й матч | 2-й матч |
| --------------------------- | ---- | ----------- | -------- | -------- |
| 2-4 серпня/9-11 серпня 2022 |      |             |          |          |
| Атлетіку Паранаенсі         | 1:0  | Естудьянтес | 0:0      | 1:0      |
| Корінтіанс                  | 0:3  | Фламенгу    | 0:2      | 0:1      |
| Велес Сарсфілд              | 4:2  | Тальєрес    | 3:2      | 1:0      |
| Атлетіку Мінейру            | 2:3  | Палмейрас   | 2:2      | 0:1      |

### 1/2 фіналу
| Команда 1                              | Заг. | Команда 2 | 1-й матч | 2-й матч |
| -------------------------------------- | ---- | --------- | -------- | -------- |
| 30 серпня — 1 вересня/6-8 вересня 2022 |      |           |          |          |
| Атлетіку Паранаенсі                    | 3:2  | Палмейрас | 1:0      | 2:2      |
| Велес Сарсфілд                         | 1:6  | Фламенгу  | 0:4      | 1:2      |

### Фінал
| 29 жовтня 2022 16:00 (UTC−5) |

| Фламенгу              | 1–0      | Атлетіку Паранаенсі |
| --------------------- | -------- | ------------------- |
| Габріел Барбоза 45+4' | Протокол |                     |

| Монументаль Ісідро Ромеро Карбо, Гуаякіль Глядачів: 42 517 Арбітр: Патрісіо Лоустау (Аргентина) |